# Deirdre

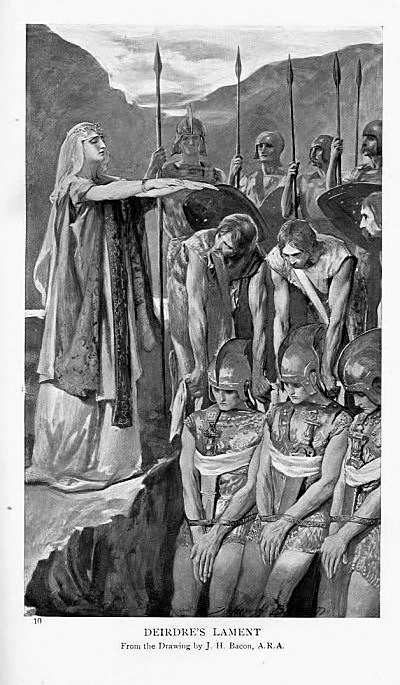
Deirdre's Lament, tekening door J.H. Bacon, c.1905.

Deirdre of Derdriu is een tragische heldin uit de Ulstercyclus. Ze is de dochter van Fedlimid mac Daill. Bij haar geboorte voorspelde de druïde Cathbad dat ze mooi zou worden, maar dat ze de oorzaak zou zijn van oorlog en ellende. De koning van Ulster, Conchobar mac Nessa besloot hierop dat ze in afzondering opgevoed zou worden en wanneer ze oud genoeg zou zijn zij met hem zou trouwen. Toevalligerwijs ontmoette ze echter Naoise en ze werd verliefd op hem. Samen met hem en zijn broers vluchtte ze naar Schotland, maar Conchobar kwam hierachter.
Hij stuurde Fergus mac Róich met de boodschap dat ze veilig terug konden keren naar Ierland, doch terug in Emain Macha verraadde Conchobar hen en liet hij Naoise en zijn broers vermoorden.
Deirdre weigerde Conchobar te geven wat hij wilde, en hij gaf haar aan Éogan mac Durthacht, de moordenaar van Naoise. Hierop pleegde ze zelfmoord door uit een strijdwagen te hangen en met haar hoofd tegen een rots te botsen.

## Trivia
De Nederlandse dichter Adriaan Roland Holst heeft een proza-werk geschreven, gebaseerd op de legende van Deirdre, in 1920 in boekvorm uitgegeven als Deirdre en de zonen van Usnach.